# Jakob Arcadelt
Jakob (of Jacob) Arcadelt, ook wel Jacques Arcadelt, Jachet Arkadelt, Archadelt, Hercadelt, Arcadet, Arcadente en Jacobus Flandrus in de pauselijke rekeningen (Namen, 10 augustus 1507 - Parijs, 14 oktober 1568) was een renaissance-polyfonist uit de Franco-Vlaamse School. Hij componeerde voornamelijk madrigalen en chansons.

## Leven
Over zijn jeugdjaren is weinig bekend. Hij groeide op in de omgeving van Namen, in de Zuidelijke Nederlanden. Eind jaren 1520 is hij  naar Florence vertrokken, waar hij Philippe Verdelot ontmoette, de componist die de eerste madrigalen toonzette. Omstreeks 1536 wisselde hij Florence voor Rome in; over de oorzaak staat niets bekend. Hij werd daar lid van de Capella Giulia. In 1539 werd hij aangesteld als "magister puerorum" (= "leider van het knapenkoor") aan de Sixtijnse Kapel. In 1540 stelde paus Paulus III hem aan als "Magister capellae" (= "zanger en kapelmeester"). In die periode gaf hij vier delen uit van een reeks van zes boeken met vierstemmige madrigalen. Aan de pauselijke kapel werkte hij tot 1551. Giovanni Pierluigi da Palestrina is zijn opvolger aan de Sixtijnse Kapel. Sindsdien is hij actief in Frankrijk, waar hij de rest van zijn leven is gebleven. Zijn bundels met Franse chansons bevestigen zijn verblijf in Frankrijk. In 1557 draagt Arcadelt zijn uitgave met missen op aan Charles de Guise, kardinaal van Lotharingen, in wiens Parijse hofhouding hij als "kapelmeester" is opgenomen. Op 14 oktober 1568 overlijdt hij, als welvarend, gerespecteerd musicus.

## Werk
De "Musica Reservata" streefde de volmaaktheid na. Een streven dat luistert naar de strengste en helderste wetten, die Arcadelt perfect en op bijzonder vindingrijke wijze wist te handhaven. Hij zette teksten van Boccaccio, Lorenzo de' Medici, Petrarca, Bembo en Michelangelo op muziek. Hij zet ook sonnetten, canzones, liefdesgedichten en frivoler materiaal op muziek. Hij verinnerlijkte de wereldlijke compositiestijl van de Italianen en verbond die met de geestelijke van de Nederlandse polyfonisten van zijn geboorteland. Als erfgenaam van Josquin Desprez en als voorganger van da Palestrina drukte hij zijn stempel op een nieuwe Italiaans-Nederlandse stijl, die nog honderd jaar lang de interesse wist te wekken van nieuwe generaties componisten. Zijn werken bleven toonaangevend in de muzikale opvoeding tot aan de tijd van Bach.
Arcadelts stijl is verfijnd, zuiver, melodieus en eenvoudig. Zijn chansons, missen, motetten en madrigalen verschijnen menigvuldig in druk in de loop van de 16e eeuw in Romeinse, Venetiaanse en Parijse verzamelwerken. Uit 1654 dateert de laatst bekende herdruk (er verschijnen er een veertigtal) van zijn eerste boek madrigalen, hetgeen uitzonderlijk is voor die tijd en spreekt voor Arcadelts lang doorwerkende reputatie. Een bewijs te meer van zijn populariteit is de frequentie waarmee anonieme composities aan hem werden toegeschreven. Allicht was zijn populariteit te danken aan zijn gave de Italiaanse geest te vatten en te verenigen met het technische volmaaktheidsstreven van de Nederlandse harmonische en polyfone stijl, hetgeen niet wegnam dat hij ook wel échte meezingers schreef.
Zijn bekendste madrigaal is "Il bianco e dolce cigno" (= "De witte, zoete zwaan"), dat opmerkelijk is vanwege zijn heldere frasering, het verstandige gebruik van herhaling en het voortreffelijk zingbare karakter. De stijl van dit madrigaal beïnvloedde een volgende generatie madrigalisten, onder wie Palestrina.

Arcadelt gaf ongeveer 24 motetten, drie boeken met missen, 126 Franse chansons en meer dan 200 madrigalen uit.
Het af en toe aan Arcadelt toegeschreven "Ave Maria" werd eigenlijk niet door hem, maar door de Franse contrabassist en koorleider Pierre-Louis Dietsch (1808 - 1865) gecomponeerd en in 1842 uitgevoerd op naam van Jacques Arcadelt. Het motet bevat onmiskenbaar achtereenvolgende zinsneden uit Arcadelts chanson Nous voyons que les hommes. De 19e-eeuwse componist Franz Liszt, die in de mening verkeerde dat het een werk van de meester betrof, componeerde, vertrekkend vanuit dit stuk, een orgelfantasie.

## Media
Io dico che fra noiⓘ

## Enkele uitgaven
- 1539 Primo Libro di madrigali a 4 voci, Venezia (een veertigtal heruitgaven tot 1654).
- 1539 Secondo Libro di madrigali a 4 voci, s.l.
- 1539 Terzo Libro de i madrigali novissimi a 4 voci insieme con alchuni di Constantio Festa, et altri dieci bellissimi a voci mudade, Venezia.
- 1539 Quarto Libro di madrigali a 4 voci composti ultimamente insieme con alcuni madrigali de altri autori, Venezia.
- Van omstreeks 1540 dateert een handschrift met motetten van Arcadelt, dat wordt bewaard in de Vaticaanse bibliotheek.
- 1542 Primo libro di madrigali a 3 voci, insieme alcuni di Costanzo Festa con la gionta di dodese canzoni francese & sei motetti novissimi, Venezia.
- 1544 Quinto Libro di madrigali a 4 voci (…), Venezia, Antonio Gardano.
- 1545 Primo Libro dei mottetti a 4 voci, Venezia.

Verschillende herdrukken in Frankrijk en het Heilige Roomse Rijk.

## Discografie
- Lo canterei d'Amor - Cyprien de Rore, Andrea Gabrieli, Jacques Arcadelt, Varios - Paolo Pandolfo con el Ensemble di viole Labyrinto - Harmonia Mundi HMC 905234 - 1996 - 58:31 min.
- Ronsard et les Neerlandais - Roland de Lassus, Jacques Arcadelt, Jean de Castro, Jan Peterszoon Sweelinck - Egidius Kwartet - Maria Luz Álvarez ETCETERA KTC1254 - 2001 - 51:45 min.
- Songs from Renaissance Gardens - Clement Janequin, Constanzo Festa, Jacques Arcadelt, Josquin Des Pres, Nicolas Vallet, Luca Marenzio - Kveta Ciznerová -Música Fresca - Divox CDX 79804 - 1997 - 66:34 min

- Bibsys: 98072794
- Biblioteca Nacional de España: XX1758312
- Bibliothèque nationale de France: cb13890846b (data)
- Catàleg d'autoritats de noms i títols de Catalunya: 981058521280106706
- Gemeinsame Normdatei: 119501716
- International Standard Name Identifier: 0000 0001 1884 4226
- Library of Congress Control Number: n83013666
- Nationale Bibliotheek van Letland: 000050065
- MusicBrainz: 673a374b-c873-45cc-af91-aefc76304d59
- Nationale Bibliotheek van Tsjechië: ola2002146932
- Nationale bibliotheek van Australië: 35268085
- Nationale Bibliotheek van Israël: 987007284368705171
- Nationale Bibliotheek van Polen: a0000001759406
- Nationale en Universitaire bibliotheek Zagreb: 000278480
- Nederlandse Thesaurus van Auteursnamen: 073747815
- Istituto Centrale per il Catalogo Unico: CFIV147285
- LIBRIS: 209868
- SNAC: w61z557w
- Système universitaire de documentation: 115846107
- Trove: 890158
- Virtual International Authority File: 61730880
- WorldCat: E39PBJfRD3FTdPMD8Mq9Xjvrbd